# Neuroma di Morton
Il  neuroma di Morton è un tipo di fibrosi perinervosa.

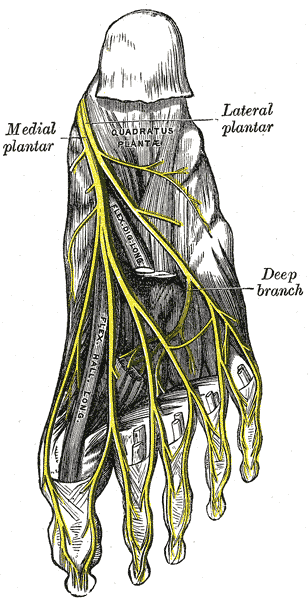
La forma del piede

È l'aumento di volume di un nervo sensitivo interdigitale, solitamente quello passante nel terzo spazio intermetatarsale, provocato da uno stimolo irritativo cronico di natura meccanica, che causa la crescita di tessuto cicatriziale fibroso intorno al nervo stesso, subito prima della sua biforcazione alla radice delle dita.
Il nervo così ispessito trasmette tipiche sensazioni dolorose generando una sindrome descritta nel 1876 a Philadelphia dal medico Thomas G. Morton (1835-1903), a cui si deve il nome, anche se sembrerebbe già conosciuta e descritta precedentemente in Inghilterra alla corte della regina. Infatti venne descritta dal chirurgo inglese Lewis Durlacher (1792-1864) ed anche in Italia dal medico pistoiese Filippo Civinini (1805-1844), che la descrisse come "un nervoso rigonfiamento alla pianta del piede" in una sua "lettera anatomica" datata 28 settembre 1835.

## Cause più comuni
L'eziologia del neuroma di Morton ha più fattori; tra le cause più rilevanti ricordiamo: 
- utilizzo di calzature non adeguate (spesso nelle donne, l'indossare per molto tempo calzature con tacchi a spillo di diversi centimetri o con le punte eccessivamente strette, porta a questa anomalia)
- scompensi a livello posturale
- disturbi di tipo neurologico
- artrite reumatoide
- alluce valgo
- alluce rigido
- ipercarico avampodalico
- particolari alterazioni morfologiche del piede (come piede piatto e il piede cavo)
- lassità dei legamenti
- microtraumi delle ossa del piede, leggeri, ma ripetuti
- allenamenti su superfici non idonee (soprattutto negli atleti praticanti il fondo).

## I sintomi
I sintomi della sindrome di Morton sono molto chiari. Il dolore nevralgico è molto forte, si sentono talvolta scosse elettriche e bruciori e l'impellenza di togliere le calzature. Camminando il dolore è amplificato, ma esso viene avvertito anche a riposo. Si incorre talvolta nella parestesia, nell'intorpidimento e nel calo della sensibilità dei metatarsi.

## Diagnosi
Gli esami clinici spesso non mostrano alterazioni morfologiche del piede, a parte sporadiche tumefazioni. Spesso, alla palpazione della zona interessata è avvertibile un classico "clic" (segno di Mulder). Gli esami strumentali (quali la radiografia, l'ecografia e la risonanza magnetica) sono spesso poco affidabili nel caso del neuroma di Morton, in quanto vi è un alto numero di falsi positivi o negativi e vengono effettuati soprattutto per escludere la presenza di altre malattie che possono riguardare l'avampiede (artrite, borsite, capsulite, distrofia simpatica riflessa, fratture, ischemia, necrosi avascolare, neoplasie, noduli reumatoidi, sinovite, sindrome del tunnel tarsale, tendinite ecc.).

## Cura
Per trattare il neuroma di Morton è importante la precocità della diagnosi; se i sintomi sono presenti entro i sei mesi è possibile tentare interventi di tipo conservativo con farmaci antinfiammatori, infiltrazioni di cortisone a livello locale, terapie di tipo fisico come le onde d'urto radiali. L'uso di plantari (che vanno portati con costanza), se costruiti su misura con un sostegno in grado di allargare il ventaglio metatarsale, possono essere una valida alternativa all'intervento chirurgico, poiché in questo modo viene meno il meccanismo di compressione che causa dolore. Se la sintomatologia dura da più di sei mesi o da anni è quasi sempre necessario un intervento chirurgico, in cui avviene sostanzialmente l'asportazione del nervo interessato (neurectomia); l'asportazione non provoca problemi nel movimento delle dita, dato che il nervo succitato ha caratteristiche unicamente di tipo sensitivo; può perdurare invece una leggera diminuzione della sensibilità della cute nella zona interessata dall'intervento. L'intervento chirurgico è abbastanza routinario ed eseguito sotto anestesia locale.
Il neuroma si può asportare sia operando con un accesso plantare, sia operando con un accesso sul dorso del piede. Quest'ultimo è preferibile in quanto la cicatrice plantare impiega più tempo a guarire e, se mal suturata, può arrecare fastidio alla deambulazione.
Dopo l'intervento la deambulazione è generalmente buona e tutti i disturbi spariscono di norma dopo pochi mesi. Durante le prime tre settimane, al paziente viene fornita una particolare calzatura per camminare. Le complicazioni sono rare, quelle recidive però non sono infrequenti. 
Come alternativa all'intervento chirurgico vi può essere una procedura di radiologia interventistica chiamata sclero-alcolizzazione. Il paziente, in questo tipo di intervento, viene messo in posizione supina, col ginocchio flesso a 45°. Dietro guida ecografica, viene inserito un ago nello spazio interessato del metatarso, e da lì si inietta una miscela costituita da anestetico e alcol. Questa procedura è sostanzialmente una neurolisi di tipo chimico; l'alcol infatti induce a disidratazione, necrosi e precipitazione cellulare. Questo processo non presenta particolari complicanze e può, eventualmente, essere ripetuto ogni 15 giorni fino alla scomparsa del dolore.